# Władysław Słowański
Władysław Wawrzyniec Walenty Słowański (ur. 30 maja 1934 w Rybniku, zm. 9 października 1985 w Warszawie) – polski geolog, specjalista geologii czwartorzędu.

## Życiorys
Syn Tomasza Słoniny, prawnika. Maturę zdał w 1952 w Liceum Ogólnokształcącym im. ks. Józefa Poniatowskiego w Warszawie.
Studia odbywał na Wydziale Geologii Uniwersytetu Warszawskiego w latach 1952–1957. Pracę magisterską Czwartorzęd i Neogen okolic Czarnego Dunajca przygotował pod kierunkiem prof. Bronisława Halickiego.
Pracował w Instytucie Geologicznym w Warszawie. Wykonywał zdjęcie geologiczne okolic Płocka i Dobrzynia nad Wisłą dla Szczegółowej mapy geologicznej Polski w skali 1:50 000. Brał udział w przygotowaniu Atlasu geologicznego Warszawy w skali 1:20 000. Prowadził też badania różnych problemów geologii czwartorzędu: osadów interglacjalnych Żoliborza, wczesnoholoceńskich osadów jeziornych okolic Brus na Pojezierzu Kaszubskim, tarasów Skrwy, osadów i morfogenezy rynny Wierzbicy pod Płockiem.
W latach 1962–1965 brał udział w Polskiej Ekspedycji Geologicznej w Mongolii, podczas której opracowywał trzeciorzęd i czwartorzęd zachodniej Mongolii. W trakcie prac odkrył dewon w Górach Caban-Szibetu. Za swoją pracę został wyróżniony honorową odznaką miasta Ułangom. W oparciu o materiały zebrane w Mongolii przygotował pod kierunkiem profesora Edwarda Rühle pracę doktorską Kenozoik dorzecza Czono-Charajch-goł w Kotlinie Wielkich Jezior (zachodnia Mongolia), opublikowaną w 1976. Doktorat uzyskał w 1973 w Instytucie Geologicznym w Warszawie.
Po powrocie z Mongolii opracował szereg arkuszy Mapy geologicznej Polski w skali 1:200 000: arkusz Pisz w 1969, arkusz Kętrzyn w 1972 oraz arkusze Lidzbark Warmiński i Olsztyn w 1976. Prace te zaowocowały również wieloma publikacjami omawiającymi osady czwartorzędowe i ich podłoże z Pojezierza Mazurskiego. W. Słowański był też współautorem instrukcji do seryjnych map geologicznych Polski takich, jak Mapa geologiczna Polski w skali 1:200 000 i Szczegółowa mapa geologiczna Polski w skali 1:50 000. W sumie jego dorobek naukowy obejmuje 50 publikacji (w tym kilkanaście map) oraz ponad 70 opracowań archiwalnych.
W 1973 Słowański objął funkcję kierownika Pracowni Szczegółowych Zdjęć Geologicznych w Zakładzie Zdjęć Geologicznych Niżu Instytutu Geologicznego, a w 1974 został kierownikiem tego Zakładu. W 1978 został członkiem Komitetu Badań Czwartorzędu Polskiej Akademii Nauk. Objął także obowiązki głównego koordynatora ds. Szczegółowej mapy geologicznej Polski w skali 1:50 000.
Został pochowany na nowym cmentarzu na Służewie przy ul. Wałbrzyskiej.

## Odznaczenia
Za swoje osiągnięcia został odznaczony Odznaką Honorową miasta Ułangom w Mongolii, Złotym Krzyżem Zasługi, Medalem 40-lecia Polski Ludowej, Złotą Odznaką Zasłużony dla polskiej geologii, odznaką Zasłużony Pracownik Instytutu Geologicznego, wyróżnieniem Mistrz Techniki – Warszawa 1969 oraz srebrną odznaką Za zasługi dla Warszawy (1976).